# صخر بن صخر بن مسافر
أبو البركات صخر بن صخر بن مسافر الأموي هو شيخ يجله اليزيديون ويعتبرونه من قديسي طائفتهم كما ينسب إليه ديانة جديدة تسمى العدوية. خلف عمه عدي بن مسافر حيث لم يكن لعمه أولاد.
رافق عمه الشيخ عدي بن مسافر وكان خليفته ودفن بجانب عمه في لالش.
خلفه ابنه عدي بن أبي البركات.